# Дженді Нельсон
Дженді Нельсон (нар. 25 листопада 1965 р., Нью-Йорк, США) — американська авторка художньої літератури для молоді, а також літературна агентка протягом багатьох років.

## Біографія
Дженді Нельсон родом із Нью-Йорка, народилася 1965 року. Вона отримала ступінь бакалавра в Корнельському університеті, а також ступінь магістра з поезії та дитячого письма в Університеті Брауна та Вермонтському коледжі образотворчих мистецтв. Нині проживає у Сан-Франциско, Каліфорнія.
До своєї письменницької кар'єри Нельсон 13 років працювала літературним агентом у Літературному агентстві Manus & Associates Literary Agency.
У 2010 році Дженді Нельсон дебютувала з романом «Небо скрізь», у якому розповідає про те, як сімнадцятирічна Ленні Вокер переживає смерть своєї сестри. Станом на квітень 2015 року книга була опублікована у понад 20 країнах.
Другий роман Дженді Нельсон, бестселер Нью-Йорк Таймс «Я віддам тобі сонце», був опублікований у 2014 році. Ця книга про близьких, але дуже конкурентних двійнят: брата Ноа та сестру Джуд. Серія сімейних трагедій, жорстокості та непорозумінь створює розрив між ними. Лише після того, як знову об'єднуються, вони починають розуміти себе і налагоджують свій світ.
Станом на квітень 2015 року «Я віддам тобі сонце» було опубліковано в 25 країнах і обрано Warner Bros. для фільму (сценарист — Наталі Крінскі, продюсери — Деніз Ді Нові та Еллісон Грінспен).

## Премії
- Winner of the 2015 Printz Award for Excellence in Young Adult Literature
- A 2015 Stonewall Honor Book
- Winner of Bank Street's 2015 Josette Frank Book Award
- Winner of the NCIBA and the NCBA and the James Cook Award
- Winner of Australia's Silver Inky Award
- Shortlisted for the UK's Waterstone's Children's Book Prize
- YALSA Top Ten Best Fiction for Young Adults
- Rainbow List Top Ten 2015
- A New York Times Notable Book of the Year
- A Time Magazine Top Ten YA of the Year (#3)
- An NPR Great Reads of the Year
- Apple iBooks’ Best Teen Fiction of the Year
- A Publishers Weekly Best Book of the Year
- A School Library Journal Best Book of the Year
- A Booklist Editor's Choice Book of the Year
- An Amazon Best Book of the Year
- A Boston Globe Best YA Book of the Year
- Five starred reviews from Publishers Weekly, Booklist, School Library Journal, BCCB, LMC, and a perfect score of 10 from Voya
- A Shelf Awareness Best Book of the Year
- A New York Public Library Best Book of the Year
- A Chicago Public Library Best Book of the Year
- A Bustle.com Best YA of the Year (#2)
- Winner of the 2014 Bookbrowse Award for Best Young Adult Novel
- A kobo Best Book of the Year
- #1 on Autumn 2014 Indie Next List
- Optioned by Warner Brothers with Denise Di Novi and Allison Greenspan to produce
- Debuted on New York Times Best Seller List at #8
- Tayshas Reading List: Top Ten of the Year
- Entertainment Weekly One of Five YA Novels to Watch Out For
- Already licensed in 33 countries
- One of Apple iBooks Ten Best Novels of September
- One of Amazon's Big Fall Books and Best Books of September (the Spotlight Pick of the month)
- One of the The Hollywood Reporter‘s Fall's 10 Buzziest Books
- Goodreads top six Best Books of the Month
- Winner of an AudioFile Earphones Award
- Junior Library Guild Selection

- YALSA Best Fiction for Young Adults
- Numerous Best of the Year Lists including Horn Book Fanfare, Bank Street, Bulletin, ABC New Voices, NPR, Chicago Public Library
- Starred reviews from Publishers Weekly, Voya, BCCB
- Indie Next List Top Ten
- A Publisher's Weekly Flying Start
- Winner of the Northern California Independent Booksellers Association Award for best teen literature
- Junior Library Guild Selection